# 鹰手营子站
鹰手营子站是一个京承铁路上的铁路车站，位于河北省承德市鹰手营子矿区，建于1957年，目前为三等站，邮政编码为067200。目前客运：办理旅客乘降；行李、包裹托运；货运：办理整车、零担货物发到。